# Almost Home (Amerikaanse sitcom)
Almost Home was een Amerikaanse sitcom die in 1993 te zien was op de Amerikaanse televisie. De serie is een spin-off van The Torkelsons, die van 1991 tot en met 1992 werd uitgezonden. Almost Home wordt ook wel gezien als het tweede seizoen van die serie.
Hoewel de serie al na 13 afleveringen van de buis werd gehaald, bevatte ze een aantal noemenswaardige gastrollen, onder wie Ben Affleck, Jared Leto, Alyson Hannigan en Donal Logue.

## Plotbeschrijving
De familie Torkelson kan het zich niet langer veroorloven om te wonen in een eigen huis. Moeder Millicent vindt een baan als kindermeisje in Seattle. Samen met haar drie kinderen Dorothy Jane, Chuckie Lee en Mary Sue trekt ze in bij Brian Morgan en zijn twee kinderen Molly en Gregory. Brian runt een succesvol modetijdschrift dat werd opgebouwd door zijn overleden vrouw.
Molly en Gregory zijn aanvankelijk niet blij met de komst van een andere familie en weten zich moeilijk aan te passen aan de vriendelijkheid en gastvrijheid van de Torkelsons. Langzamerhand breekt het ijs en Brian wordt de vertrouwenspersoon van iedereen in huis. Molly en Dorothy Jane raken bevriend en Molly stelt haar voor aan het oppervlakkige en statusbewuste leven op de middelbare school. Brian en Millicent hebben regelmatig onenigheid over hun afwijkende opvoedingsmethodes, maar komen altijd tot een gezamenlijk besluit.

## Rolbezetting
- Connie Ray als Millicent Torkelson
- Olivia Burnette als Dorothy Jane Torkelson
- Lee Norris als Chuckie Lee Torkelson
- Rachel Duncan als Mary Sue Torkelson
- Brittany Murphy als Molly Morgan
- Jason Marsden als Gregory Morgan
- Perry King als Brian Morgan

## Afleveringen
| #  | Titel Aflevering            | Uitzenddatum     |
| -- | --------------------------- | ---------------- |
| 1  | New Moon                    | 6 februari 1993  |
| 2  | Girls and Boy               | 13 februari 1993 |
| 3  | Sleeping with the Enemy     | 20 februari 1993 |
| 4  | Is That All There Is?       | 27 februari 1993 |
| 5  | The Fox and the Hound       | 6 maart 1993     |
| 6  | Winner Take Millicent       | 20 maart 1993    |
| 7  | To Jane Eyre Is Human       | 27 maart 1993    |
| 8  | Duelling Birthdays          | 3 april 1993     |
| 9  | To Date or Not to Date?     | 10 april 1993    |
| 10 | The Dance                   | 17 april 1993    |
| 11 | You Ought to Be in Pictures | 24 april 1993    |
| 12 | Hot Ticket                  | 5 juni 1993      |
| 13 | Bowling for Daddies         | 12 juni 1993     |